# 圆顶华溪蟹
圆顶华溪蟹（学名：Sinopotamon teritisum）为溪蟹科华溪蟹属的动物。在中国大陆，分布于湖北、四川等地，一般栖息于山溪中，有时亦可生活于天坑中。其生存的海拔范围为700至1400米。